# Colonia Guadalupe los Manantiales
Colonia Guadalupe los Manantiales är en ort i Mexiko.   Den ligger i kommunen San Agustín Tlaxiaca och delstaten Hidalgo, i den sydöstra delen av landet, 60 km norr om huvudstaden Mexico City. Colonia Guadalupe los Manantiales ligger 2 383 meter över havet och antalet invånare är 866.
Terrängen runt Colonia Guadalupe los Manantiales är kuperad norrut, men söderut är den platt. Terrängen runt Colonia Guadalupe los Manantiales sluttar söderut. Runt Colonia Guadalupe los Manantiales är det ganska tätbefolkat, med 192 invånare per kvadratkilometer. Närmaste större samhälle är Tizayuca, 18,3 km sydost om Colonia Guadalupe los Manantiales. Trakten runt Colonia Guadalupe los Manantiales består i huvudsak av gräsmarker.